# Roquefort-les-Cascades
 Roquefort-les-Cascades  là một xã ở tỉnh Ariège, thuộc vùng Occitanie ở phía tây nam nước Pháp.